# Klimakiste
Eine Klimakiste dient dem möglichst schonenden Transport von Kunstwerken. Im Idealfall soll ein Kunstwerk „von Nagel zu Nagel“ transportiert werden, ohne dass es beeinträchtigt wird.

## Eigenschaften
Klimakisten haben einen speziellen Wandaufbau, um ihr Innenklima für einen angemessenen Zeitraum zu stabilisieren. Sie sollen das Kunstgut vor Temperatur- und Feuchtigkeitsschwankungen ebenso schützen wie vor mechanischen Beschädigungen. Sie müssen dazu wasser- und luftdicht abgeschlossen sein. In welchem Umfang das geschieht, hängt von der Empfindlichkeit des Kunstgegenstandes ab. Die nahezu konstante Temperatur und Luftfeuchtigkeit in der Klimakiste verhindert:
- Hydrolyse, Korrosion, Nässe, Oxidation, Schimmel
- Beschleunigtes Altern
- Sprödigkeit, Austrocknung, Krakelee
- Bruch

Bei sehr wertvollen Kunstwerken werden für den Transport maßgefertigte Klimakisten gefertigt, um die kuratorischen und restauratorischen Vorgaben exakt erfüllen und jederzeit kontrollieren zu können.
Keine Klimakisten sind:
- Bilder- oder Objektkisten. Das sind Transportkisten für größere Bilder, Gemälde oder großformatige Grafiken und Fotografien. Diese Transportbehälter schützen das Transportgut nur gegen mechanische Beschädigungen, nicht aber gegen Klimaschwankungen;
- Transportrahmen. Sie dienen als Schutzvorrichtung bei Transport oder dem Einlagern von Gemälden oder anderen flachen Kunstgegenständen. Auch sie schützen nur gegen mechanische Beschädigungen, nicht aber gegen Klimaschwankungen.

## Geschichte
Zum einen war, seit in der zweiten Hälfte des 19. Jahrhunderts der Leihverkehr zwischen Museen aufgenommen wurde, bekannt, dass Kunstwerke unter dem Transport litten und Schwankungen der Temperatur und Luftfeuchtigkeit für ihre Konservierung sehr schädlich sein konnten. Ein Versuch des Internationalen Museumsamtes in Rom im Jahr 1930, den Leihverkehr einzuschränken, scheiterte. Im Gegenteil: Nach dem Zweiten Weltkrieg nahm der Leihverkehr drastisch zu. Stand der Technik waren bis in die 1960er Jahre „Doppelkisten“, eine innere Kiste, in der sich das Kunstwerk befand und eine äußere Kiste, die die innere Kiste aufnahm. Der Zwischenraum wurde mit Verpackungsmaterial gefüllt. Bei Überseetransporten wurde die äußere Kiste mit Zink- oder Zinnblech ummantelt und luftdicht verschweißt. 1963 konstituierte sich beim Internationalen Museumsrat eine Arbeitsgruppe „The control of environment during the transport of works of art“ (Kontrolle der Umweltbedingungen beim Kunsttransport). Der Berichterstatter der Arbeitsgruppe veröffentlichte dazu ein im Folgenden als Standardwerk eingeschätztes Buch und plädierte für Klimakisten. In den 1970er Jahren begann die Idee sich auch in Deutschland durchzusetzen. 1973 entwarf Karl-Heinz Weber von den Staatlichen Kunstsammlungen Dresden (damals: Deutsche Demokratische Republik) eine „klimatisierte Gemäldetransportkiste“, 1975 konstituierte sich eine Arbeitsgruppe innerhalb des Deutschen Restauratoren Verbandes e. V. (DRV), auch „Kistenausschuss“ genannt, der sich in der Bundesrepublik Deutschland für die Verbreitung des Transports von Kunstwerken in Klimakisten einsetzte.
Eine historische Klimakiste von 1974 befindet sich noch heute in der Sammlung der Museumslandschaft Hessen Kassel. Eine Transportkiste bestand damals überwiegend aus Sperrholz, die Isolierung aus Styropor, zusätzlich wurde hygroskopisches Puffermaterial verwendet, um verbliebene Hohlräume zwischen Kunstwerk und Transportgefäß zu füllen. Während die ersten Klimakisten noch in den Werkstätten der Museen entstanden, wurde das Verfahren bald vom Speditionsgewerbe übernommen. Als erstes Unternehmen in Deutschland brachte die Spedition Hasenkamp Ende der 1970er Jahre eine „Klimakiste“ auf den Markt. Andere folgten bald.